# Falconer (album)
Falconer è l'album di debutto del gruppo power metal svedese Falconer, pubblicato l'8 maggio 2001 dalla Metal Blade Records.

## Tracce
1. Upon the Grave of Guilt – 4:57
2. Heresy in Disguise – 5:19
3. Wings of Serenity – 5:00
4. A Quest for the Crown – 4:14
5. Mindtraveller – 5:45
6. Entering Eternity – 5:14
7. Royal Galley – 4:16
8. Substitutional World – 7:42
9. Lord of the Blacksmiths – 4:43
10. The Past Still Lives On – 4:34

Traccia bonus
1. Per Tyrssons Döttrar I Vänge – 4:51

## Formazione
- Mathias Blad – voce, tastiere
- Stefan Weinerhall – chitarra, basso
- Karsten Larsson – batteria